# Dámaso García
Dámaso Domingo García Sánchez (Moca, 7 de febrero de 1955 - San Pedro de Macorís, 15 de abril de 2020) fue un segunda base dominicano que jugó en las Grandes Ligas de Béisbol, conocido por el tiempo que estuvo con los Azulejos de Toronto en la década de 1980.
Originalmente jugaba al fútbol. En 1974 fue capitán del equipo de fútbol de la Universidad Católica Madre y Maestra. Ese año jugó también como el capitán de la Selección de fútbol de la República Dominicana en los XII Juegos Centroamericanos y del Caribe celebrados en Santo Domingo.

## Carrera
García hizo su debut en Grandes Ligas en 1978 con los Yanquis de Nueva York, donde jugó en 29 partidos en las siguientes dos temporadas antes de ser canjeado junto a Chris Chambliss  y Paul Mirabella a los Azulejos de Toronto por Tom Underwood, Rick Cerone y Ted Wilborn antes de la temporada de 1980.
En el rol de segunda base de Toronto hasta 1986, García bateó más de .300 en dos ocasiones (1982 y 1983); robó 54 bases en 1982 (2º en la Liga Americana) y 46 en 1984 (6º en la Liga Americana), y fue seleccionado para el Juego de Estrellas en dos ocasiones (1984-85). También ganó el Premio Bate de Plata en 1982.
Después de ser cambiado junto a Luis Leal de los Azulejos a los Bravos de Atlanta (por Craig McMurtry) en 1987, García luchó para encontrar un hogar en grandes ligas. Jugó un periodo con los Bravos en 1988 y con los Expos de Montreal en 1989, pero no logró pasar la prueba en el mismo período con los Dodgers de Los Ángeles y Yanquis de Nueva York. Se retiró tras haber registrado un promedio de bateo de .283, 36 jonrones, 323 carreras impulsadas, 490 carreras y 203 bases robadas.
García fue presidente de la Federación Nacional de Peloteros Profesionales (FENAPEPRO). El 22 de octubre de 1991 durante su gestión, convocó una huelga para exigir reivindicaciones que impidió la inauguración de la temporada 1991-92 en el béisbol dominicano.

## Enfermedad
Un año después de su retiro, García comenzó a tener visión doble y se le diagnosticó un tumor cerebral. En 1991, le realizaron una cirugía para sacarle el tumor maligno lo cual provocó que su habla se viera afectada, sin embargo sus demás facultades físicas quedaron intactas. Los efectos del tumor lo dejó con limitaciones en el habla y movimiento. Se recuperó lo suficiente como para lanzar la primera bola de un partido de playoffs de los Blue Jays en 1992.